# إريكو كاردوسو
إريكو كاردوسو بلدية في ولاية باهيا في المنطقة الشمالية الشرقية من البرازيل.